# Nothofagus macrocarpa
Espèce
Statut de conservation UICN

 VU  : Vulnérable
Nothofagus macrocarpa est une espèce de plantes à fleur de la famille des Nothofagaceae. C'est un arbre à feuilles caduques endémique des montagnes du centre du Chili.

## Description
Nothofagus macrocarpa est un arbre de 4 à 10 m de haut. Il a un tronc robuste, soit unique, soit avec deux ou trois pousses à partir de la base. L'écorce est rugueuse et brun grisâtre avec des fissures longitudinales et transversales. Il a une couronne feuillue et densément ramifiée de 3 à 5 m de large. Les feuilles sont vertes brillantes et ondulées sur les bords, typiquement ovales, et mesurent de 13 à 45 mm de long sur 7 à 23 mm de large.

## Répartition et habitat
Nothofagus macrocarpa pousse à des altitudes plus élevées dans les Altos de Cantillana, dans la province de Melipilla au sud-ouest de Santiago au Chili, à environ 2 200 m d'altitude On le trouve également à l'est, dans les contreforts des Andes de la province de Cachapoal, entre 500 et 2 000 m d'altitude.
Les populations du Cerro El Roble et d'autres montagnes voisines, autrefois identifiées comme N. macrocarpa, ont été reclassées en 2000 en tant qu'espèce distincte, Nothofagus rutila.

## Systématique
Le nom correct complet (avec auteur) de ce taxon est Nothofagus macrocarpa (A.DC.) F.M.Vázquez (d) & R.A.Rodr. (d).
Le basionyme de ce taxon est Fagus obliqua macrocarpa A.DC..
Cet arbre est parfois considéré comme une sous-espèce de Nothofagus obliqua. 
En 2013, Heenan et Smissen ont proposé de renommer N. macrocarpa en Lophozonia macrocarpa.
Ce taxon porte en anglais les noms vernaculaires ou normalisés suivants : Roble de Santiago ou Santiago's oak (littéralement « Chêne de Santiago »).
Nothofagus macrocarpa a pour synonymes :
- Fagus obliqua var. macrocarpa A.DC.
- Lophozonia macrocarpa (A.DC.) Heenan & Smissen
- Nothofagus obliqua var. macrocarpa (A.DC.) Reiche